# Kékkút
Kékkút je vas na Madžarskem, ki upravno spada pod podregijo Tapolcai Županije Veszprém.